# Club Social y Deportivo Villa Española
Der Club Social y Deportivo Villa Española, kurz Villa Española (Spitzname: El Villa), ist ein Fußball- und Boxverein aus Montevideo in Uruguay. Die Fußballmannschaft des Klubs spielt in der Saison 2016 in der höchsten uruguayischen Spielklasse, der Primera División.

## Geschichte
Der Verein wurde am 18. August 1940 gegründet.
Zur Saison 1998 stieg die Mannschaft des Klubs als Tabellenzweiter erstmals in die Primera División auf. 1998 belegte man in der Gesamttabelle den neunten Rang. Im Folgejahr war man nicht mehr höchstklassig vertreten. Zur Spielzeit 2000 sicherte sich das Team den zweiten Erstligaaufstieg der Vereinsgeschichte. Da man keine Heimspielstätte aufweisen konnte, endete die Saison für die Mannschaft aber bereits nach der Apertura, in der sie den vorletzten Platz einnahm. Wegen nicht vorhandener Heimspielstätte musste der Klub zwangsweise absteigen. Als 18. und somit Tabellenletzter der Gesamttabelle beendete man die Saison.
2001 gewann man den Meistertitel in der Segunda División. Zuletzt spielte die Fußballmannschaft des Vereins in der Saison 2007/08 in der zweithöchsten uruguayischen Spielklasse. Dort setzte man sich im Entscheidungsspiel um den Aufstieg gegen Tanque Sisley durch. In der Primera División konnte man dann aber in der Saison 2008/09 aufgrund finanzieller Probleme nicht antreten. Wegen Zahlungsunfähigkeit des Vereins fand zwischenzeitlich kein Spielbetrieb im Rahmen der AUF statt.
In der Saison 2013/14 trat der Verein in der Segunda B Amateur an. Nachdem man dort nach Abschluss der Apertura den zweiten Platz belegte, sicherte sich die von Líber Vespa trainierte Mannschaft nach dem ersten Platz in Clausura- und Jahresgesamttabelle am 27. April 2014 durch einen 2:1-Sieg im zweiten Finale über den Apertura-Sieger Oriental de La Paz den Meistertitel. In der Saison 2014/15 spielte man damit wieder in der zweithöchsten uruguayischen Spielklasse. Am Ende der Spielzeit 2015/16 belegte die Mannschaft des Klubs den 2. Tabellenplatz hinter den Rampla Juniors und stieg in die Primera División auf.

## Trainerhistorie
- März 2008 bis Juni 2008: Edgardo Arias
- Anfang Februar 2014 bis 30. Juni 2015: Líber Vespa
- Juni 2015 bis November 2015 (nach dem 3. Spieltag): Julio Gargiullo[6][7]
- November 2015 bis November 2016: Jorge Casanova[8]
- seit November 2016: Diego Irigoyen[9]

## Bekannte ehemalige Spieler
- Marcelo Guerrero
- Tabaré Silva
- Juan Ferreri
- Ricardo Bitancort
- Diego Meijide
- Pedro Catalino Pedrucci
- Alain Nkong